# Monumento a Pedro de Mendoza
El Monumento a Pedro de Mendoza es una escultura realizada en su honor, ubicada en el Parque Lezama en el barrio de San Telmo en Buenos Aires, Argentina. 
Pedro de Mendoza (1499-1537) fue un militar, almirante y conquistador español, primer adelantado de la región del Río de la Plata (desde ese río hasta el Estrecho de Magallanes). En 1536 fundó la primera Ciudad de Buenos Aires, pero debió huir al fuerte de Sancti Spiritu por las invasiones de los aborígenes del lugar. Muy enfermo, se embarcó rumbo a España pero murió el 23 de junio de 1537 cerca de las Islas Canarias.
El monumento es obra de Juan Carlos Oliva Navarro y fue inaugurado el 23 de junio de 1937, en el cuadringentésimo aniversario de la muerte del conquistador. Está formado por una fuente cuadrada con dos vertederos que simbolizan el río Guadalquivir y el Río de la Plata, donde tuvo comienzo y fin la expedición. La estatua de don Pedro de Mendoza es de bronce y está delante con un muro revestido de mármol con bajorrelieves representando una figura indígena. En uno de los bajorrelieves, están grabados los nombres de todos los integrantes de la expedición. Pedro de Mendoza aparece clavando la espada en el suelo como símbolo de la toma de posesión de las tierras.